# Señorío de Garcíez

Escudo de Garcíez (Jaén)

El señorío de Garcíez es un título nobiliario español creado en favor de Pedro Díaz Carrillo de Toledo, hermano del arzobispo de Toledo, Gonzalo Díaz Palomeque, confirmado el privilegio por el rey Fernando IV de Castilla, el 15 de junio de 1299. administrador del arzobispo de Toledo en el Adelantamiento de Cazorla y alcaide de la fortaleza de la villa de Quesada. Bajo Felipe IV fundó el lugar de Santo Tomé, en el término del Adelantamiento, cuya jurisdicción compartirá con el arzobispado.
En 1543 Día Sánchez de Quezada III casó con Leonor de Acuña, que aportó al señorío como dote las heredades de Nínchez y Chozas (Baeza).
En 1627 el Señorío es elevado a la dignidad condal, con la adscripción de los territorios de Garcíez y Nínchez y Chozas; mientras que el lugar de Santo Tomé fue elevado a la dignidad de vizcondado. El primer poseedor de ambos títulos fue Fernando de Quesada y Hurtado de Mendoza.

## Señores de Garcíez
- Pedro Díaz Carrillo de Toledo, I señor Garcíez, adelantado de Cazorla y alcaide de la fortaleza de Quesada, Jaén;

Casado con Toda Roldán.Casado en segundas nupcias con Teresa Rodríguez de Biedma, hija de Rodrigo Íñiguez de Biedma y de Juana Díaz de Funes. Le sucedió su hijo en 1314:
- Día Sánchez de Quesada, II señor de Garcíez.

Casado con Teresa Pérez Roldán de Sotomayor.
- Pedro Díaz de Quesada, caballero de la Orden de Santiago, III señor de Garcíez.

Casado con Juana Fernández de Cárcamo y Argote, hija de Pedro Fernández de Cárcamo.
- Día Sánchez de Quesada, que sirvió al rey Juan II de Castilla y en las guerras de Antequera junto al infante Fernando, IV señor de Garcíez y de la torre de Santo Tomé.

Casado con Leonor Venegas, hija de Pedro Venegas, Señor de Luque y de María García Carrillo. Sucedió su hijo en 1463:
- Pedro Díaz de Quesada, V señor de Garcíez.

Casado con Teresa de Guzmán, hija de Gil González Dávila y Inés de Guzmán, señores de Cespedosa y del Puente del Congosto.
- Día Sánchez de Quesada, caballero al servicio de los Reyes Católicos en la Guerra de Granada, VI señor de Garcíez.

Casado con Leonor de Acuña, señora del Castillo de Nínchez, en el municipio de Baeza.
- Pedro Diaz de Quesada, VII señor de Garcíez.

Casado con en primeras nupcias con Isabel de Benavides, hija de Juan de Benavides, II señor de Jabalquinto y de Beatriz de Valencia. Casado en segundas nupcias con Francisca López de Mendoza y Lucas, hija de Juan Hurtado de Mendoza y Novoa III, señor de Torrequebradilla, señor de Torralba y regidor de Jaén en 1488, y de Isabel de Lucas.
- Día Sánchez de Quesada y Benavides, VIII señor de Garcíez.

Casado con Inés de Quesada Tavera, hija de Día Sánchez de Quesada, de la misma casa y de Inés de Tavera, hermana de fray Diego de Deza, inquisidor general y arzobispo de Sevilla.
- Pedro de Quesada y Quesada, IX señor de Garcíez.

Casado con su prima Inés Tavera de Henestrosa, hija de Francisco Álvarez de Henestrosa, VII señor de Turullote y Beatriz de Quesada Tabera.
- Diego de Quesada y Tavera, X Señor de Garcíez.

Casado con Ana de Benavides y Bazán, hija de Juan de Benavides, IV señor de Jabalquinto y de María Bazán, hermana del I marqués de Santa Cruz.
- Pedro de Quesada y Benavides, que sirvió al rey Felipe III, XI señor de Garcíez y Santo Tomé.[5]

Casado con Mariana Hurtado de Mendoza y Suárez de Zuazola, señora de la Bujada, hija de Fernando de Mendoza, caballero de la Orden de Alcántara y capitán general de la Costa del Reino de Granada.
- Diego de Quesada y Hurtado de Mendoza, XII señor de Garcíez.

- Fernando de Quesada y Hurtado de Mendoza, XIII señor y I conde de Garcíez.[6]